# توماس گراهام براون
توماس گراهام براون (انگلیسی: Thomas Graham Brown؛ ۱۸۸۲ – ۱۹۶۵) یک دانشمند در زمینه فیزیولوژی اهل بریتانیا بود. 